# روکو رایتز
روکو رایتز (آلمانی: Rocco Reitz؛ زادهٔ ۲۹ مهٔ ۲۰۰۲) بازیکن فوتبال اهل آلمان است.